# Maria Bernarda Bütler
Thánh María Bernarda Bütler (28 tháng 5 năm 1848 - 19 tháng 5 năm 1924) - tên khai sinh là Verena Bütler là một tu sĩ người Thụy Sĩ của Giáo hội Công giáo Rôma. Bà là người sáng lập của Dòng Các nữ tu truyền giáo Phanxicô của Đức Mẹ Hằng Giúp đỡ, và có đóng góp một phần nhất định trong công việc truyền giáo tại Ecuador và Colombia. Bütler đã thực hiện các công việc chăm sóc người nghèo ở những nơi này cho đến khi bà lưu vong, buộc phải rời khỏi Ecuador và di chuyển đến Colombia, nơi bà làm việc trong suốt phần còn lại của cuộc đời mình. Dòng do bà sáng lập đã chuyển đến đó và tiếp tục mở rộng tại đây trong suốt thời gian này cho đến khi bà qua đời.
Bütler gia nhập Dòng nữ tu dòng Phanxicô Capuchin tại tu viện Mary Help of Sinners ở Altstätten, nhờ sự khích lệ của linh mục địa phương vào ngày 12 tháng 11 năm 1867 và nhận tên thánh là "María Bernarda".Bà bắt đầu giai đoạn tậo tu vào ngày 4 tháng 5 năm 1868 trước khi khấn trọn vào ngày 4 tháng 10 năm 1871. Bà phục vụ trong vai trò là một nữ tu tập sự từ 1879 đến 1880 và bề trên của dòng từ năm 1880 cho đến năm 1886. Bütler rời dòng để thực hiện nhiệm vụ ở Ecuador ngày 19 tháng 6 năm 1888 với sáu người khác và đến đất nước này sau đó vào ngày 29 tháng 7; ở đó, bà thành lập một dòng tu dành riêng cho tinh thần nhiệt thành phúc âm. Vào năm 1895, thời kỳ quan điểm chống tôn giáo nở rộ đã buộc bà và tu sĩ khác khỏi đất nước Ecuador đế đến Colombia; bà và mười bốn người khác nhận được lời mời từ Giám mục Eugenio Biffi đến làm việc tại Cartagena ở Colombia và Biffi đón được họ vào ngày 2 tháng 8 năm 1895. Dòng của bà nhận được sự chấp thuận của giáo phận vào ngày 12 tháng 1 năm 1912 cũng như nghị định tán dương và chấp thuận của Giáo hoàng Piô XI vào ngày 30 tháng 4 năm 1929 và ngày 5 tháng 7 năm 1938.
Bà được Giáo hoàng Gioan Phaolô II phong chân phước vào ngày 29 tháng 10 năm 1995 và được Giáo hoàng Biển Đức XVI phong thánh vào ngày 12 tháng 10 năm 2008. Án tuyên phong Hiển thánh đã được khởi sự bởi Giáo hoàng Phaolô VI năm 1974, qua đó bà được gọi là Tôi tớ Chúa và bà được xếp vào các vị được gọi là Đấng đáng kính vào năm 1991, trước khi được phong chân phước và phong thánh nữ.